# Mario Gallorini
Mario Gallorini (Arezzo, 3 agosto 1926 – 12 aprile 2013) è stato un pittore e ceramista italiano, considerato uno degli artisti aretini più importanti del secondo Novecento.

## Biografia
Figlio di un capo stazione e di una maestra, fin dalle scuole elementari dimostra la sua passione e abilità per il disegno e studia poi a Roma dove si diploma al liceo artistico.
Dopo la seconda guerra mondiale fonda, con un gruppo di giovani artisti, il “gruppo dei pittori aretini” del quale diviene protagonista contribuendo alla rinascita culturale postbellica della città di Arezzo, azione che prosegue, a partire dagli anni cinquanta, con l'attività di insegnamento, prima di educazione artistica alle scuole medie e in seguito, a partire dal 1955,  nella Scuola di Arti e Mestieri, che nel 1961 sarebbe diventata l’Istituto Statale d’Arte, dove è chiamato a coprire la cattedra di ceramica dal fondatore, il pittore e maestro vetraio Ascanio Pasquini.
La ceramica diviene per Gallorini una fondamentale forma espressiva che affianca la pittura e il disegno.

## Poetica
Nella ricerca artistica di Gallorini si mescolano, a partire dagli anni Cinquanta, influenze di pittori come Ottone Rosai, Ardengo Soffici, Carlo Carrà, Giorgio De Chirico e Mario Sironi. 
Inizialmente più realista, negli anni Sessanta i soggetti sono progressivamente stilizzati ed emergono tratti cubo-futuristi, primitivisti e surrealisti che compongono il suo peculiare naïf colto che caratterizza le opere degli ultimi decenni.

## Carriera artistica
Dal 1972 Gallorini collabora con il gallerista Sergio Denti che tratta già artisti come Rosai e De Chirico. 
Opere di Gallorini sono visibili in spazi pubblici in Italia e all'estero: i suoi lavori si possono ammirare in diverse chiese dell'aretino, una sua opera in ceramica è stata commissionata dal Municipio di Göteborg in Svezia e una sua ceramica monumentale, composta da tre pannelli alti due metri e mezzo, realizzata nel 1963, fa parte della collezione del MNAMM, il Museo Nazionale d'Arte Medievale e Moderna di Arezzo, dove è esposta nel chiostro del museo.
Per le sue opere ha ottenuto la Coppa del Presidente della Critica francese a Parigi e il Leone d’Oro Unesco a Firenze.